# Полях Віталій Іванович
Віта́лій Іва́нович Полях (нар.1 січня 1948, Великі Канівці — 13 листопада 2020) — український державний діяч, політик, науковець. Народний депутат України 1-го скликання.

## Життєпис
Народився 1 січня 1948 року в селі Великі Канівці Чорнобаївського району, Черкаської області, українець, освіта вища, вчитель хімії і біології, вчений агроном, Черкаський педагогічний інститут, Полтавський сільськогосподарський інститут.
Голова колгоспу ім.́І. В. Мічуріна, Золотоніського району, Черкаської області.
Перший секретар Золотоніського РК КПУ.
Головний консультант Служби Адміністрації Президента України.
Член КПРС 1974—91; депутат районної Ради.
18 березня 1990 обраний народним депутатом України, 2-й тур 70,38 % голосів, 5 претендентів. Входив до груп «Аграрники», «Земля і воля», «Рада».
Голова підкомісії Комісії ВР України у справах молоді.
Кандидат у народні депутати України Верховної Ради VIII скликання, висунутий виборцями 1-й тур — 2,61 % 10-те місце з 15 претендентів.
Одружений, має дітей.
Пішов з життя 13 листопада 2020.